# Schanfigg (krets)
Schanfigg (rätoromanska: Scanvetg) är en krets i distriktet Plessur i den schweiziska kantonen Graubünden. Geografiskt motsvarar den i stort sett dalgången Schanfigg (med undantag för kommunen  Tschiertschen-Praden som administrativt tillhör krets Churwalden).
Kretsen bildades 1851 genom en sammanläggning av de tidigare tingslagen Langwies (med undantag för Praden som lades till krets Churwalden) och Sankt Peter (eller Ausserschanfigg) samt byn Arosa, vilken tidigare tillhört Davos' tingslag. Kretsens huvudort var länge Sankt Peter, som ligger geografiskt centralt, men har i nyare tid flyttat till Arosa, som är en mycket större ort.

## Språk
Befolkningen i Schanfigg talade ursprungligen rätoromanska, troligen en variant av den sutselviska dialketen. Den översta delen av dalen (nuvarande Langwies och Arosa) var dock obebyggd fram till 1200-talet, då några enstaka gårdar odlades upp av rätoromaner. 
Omkring år 1300 vidtog här en mer omfattande kolonisiering av walsertyskar från främst Davos, som tog med sig sitt språk och sina seder. Så småningom började de även bosätta sig i de redan befintliga byarna längre ner i dalen, som blev först tvåspråkiga, och därefter enspråkigt tyska. Språkövergången började på 1400-talet i de övre byarna, och på 1500-talet i de nedre byarna. Maladers, allra längst ner i dalen, fick tyskspråkigt inflytande även från den närbelägna staden Chur. I början av 1600-talet var så den walsertyska dialekten allenarådande i Schanfigg. 
När turismen vid 1800-talets slut började utvecklas i Arosa, längst upp i dalen, tiodubblades befolkningen, vilket ledde till en utjämning av dialekten, som sedan börjat sprida sig till grannbyarna. Under 1900-talet har också stadsdialekten i Chur influerat dalen alltmer. Än en gång har alltså språkliga förändringar trängt in i Schanfigg från två håll, och walserdialekten håller på att lösas upp och ge plats för en mer allmän "bündnertyska".

## Religion
Flertalet kyrkor i Schanfigg gick över till den reformerta läran omkring år 1530. Undantaget är Maladers som antog reformationen först 1635. Genom inflyttning har i modern tid en stor katolsk minoritet uppstått, främst koncentrerad till Arosa, där en katolsk kyrka byggdes 1936, vilken betjänar övre dalen. Även i Maladers finns sedan 1923 en katolsk kyrka, som betjänar den nedre dalen.

## Indelning
Kretsen omfattar från och med 2013 endast två kommuner:
| Vapen    | Kommun   | Invånare 2013-12-31 | Yta i km² |
| -------- | -------- | ------------------- | --------- |
| Arosa    | Arosa    | 3 301               | 154,73    |
| Maladers | Maladers | 486                 | 7,61      |